# Romulea cruciata
Romulea cruciata là một loài thực vật có hoa trong họ Diên vĩ. Loài này được (Jacq.) Bég. miêu tả khoa học đầu tiên năm 1907.